# 圣索沃尔德朗德
圣索沃尔德朗德（法語：Saint-Sauveur-des-Landes，法語發音：[sɛ̃ sovœʁ de lɑ̃d]）是法国布列塔尼大区伊勒-维莱讷省的一个市镇，位于该省东北部，属于富热尔-维特雷区。

## 地名
缩合冠词“des”发音为[de]，在《法汉译音表》中对应“代”字，但其仅在“圣莫代福塞”（Saint-Maur-des-Fossés）等少数地名中译作“代”，《世界地名翻译大辞典》、《世界地名译名词典》和《法国地图册》等主流地名译名类书籍资料中多译作“德”。

## 地理
圣索沃尔德朗德（48°20'33"N, 1°18'49"W）面积18.84 平方千米，位于法国布列塔尼大區伊勒-维莱讷省，该省份为法国西北部沿海省份，位于布列塔尼半岛东部，北濒大西洋，西接阿摩尔滨海省和莫尔比昂省，南至大西洋卢瓦尔省，西南端接曼恩-卢瓦尔省，东临马耶讷省，东北与芒什省接壤。
与圣索沃尔德朗德接壤的市镇（或旧市镇、城区）包括：拉沙佩勒圣欧贝尔、罗马涅、圣日耳曼昂科格勒、圣伊莱尔德朗德、里沃迪库埃农、梅恩罗克。
圣索沃尔德朗德的时区为UTC+01:00、UTC+02:00（夏令时）。

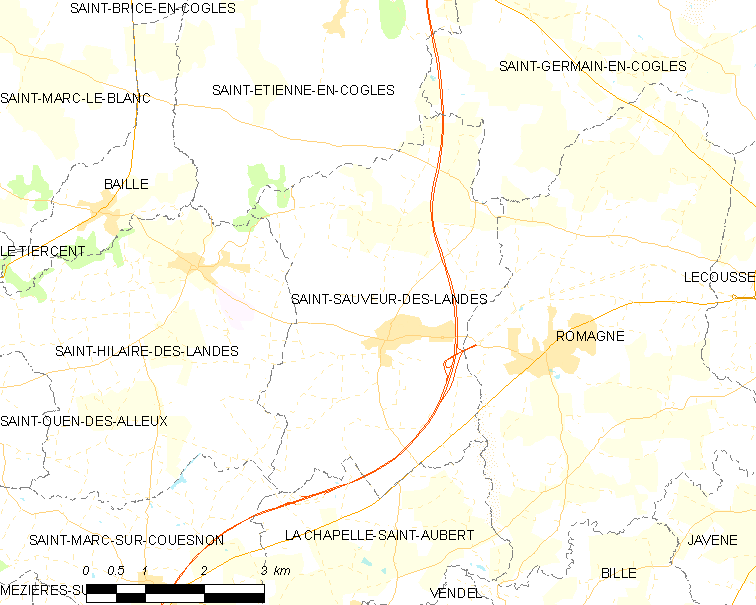
圣索沃尔德朗德的OSM定位图

## 行政
圣索沃尔德朗德的邮政编码为35133，INSEE市镇编码为35310。

## 政治
圣索沃尔德朗德所属的省级选区为富热尔第一县。

## 人口

1962-2008年间圣索沃尔德朗德人口变化图示

圣索沃尔德朗德于2022年1月1日时的人口数量为1565人。